# Steel Magnolia

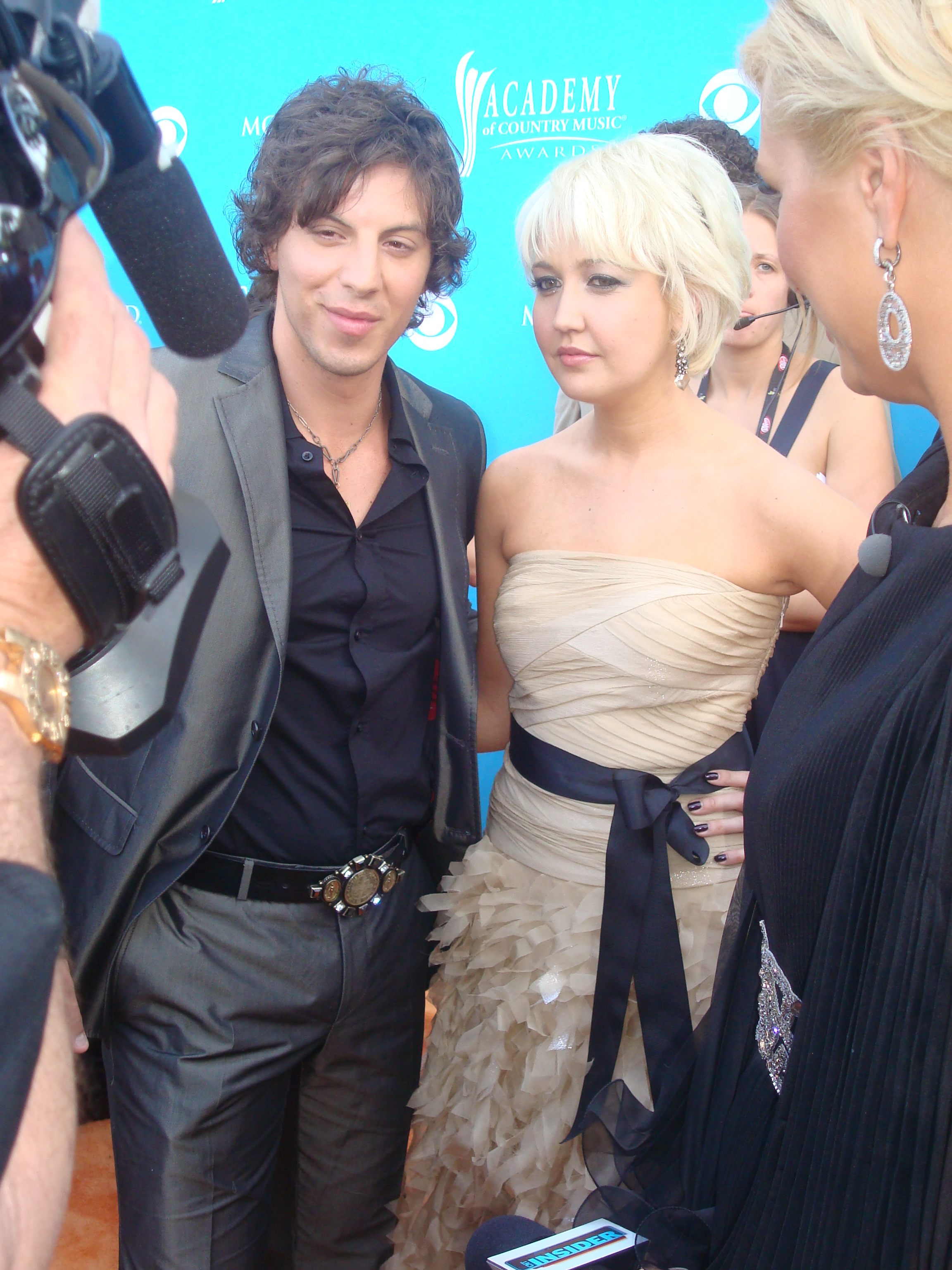
Steel Magnolia (v. l.:Joshua Scott Jones und Meghan Linsey)

Steel Magnolia war ein US-amerikanisches Country-Duo, das aus Meghan Linsey und Joshua Scott Jones bestand.

## Karriere
Meghan Linsey und Joshua Scott Jones lernten sich in einer Bar in Nashville kennen und wurden ein Paar. 2009 nahmen sie an der zweiten Ausgabe der Talentshow Can You Duet bei Country Music Television teil und gewannen. Daraufhin veröffentlichten sie ihre Debütsingle Keep On Lovin' You, die sie auf Anhieb auf Platz 4 der Countrycharts und auch in die Billboard Hot 100 brachte.
Während sie an der Fertigstellung ihres Debütalbums arbeiteten, veröffentlichten sie zwei weitere Singles und eine EP, die es alle ebenfalls in die Countrycharts schafften. Ihr den Bandnamen tragendes erstes Album stieg im Januar 2011 in die Top Ten der Albumverkaufscharts ein.
2013 gab das Duo seine Auflösung bekannt.

## Diskografie
Album
- Steel Magnolia (2011)

Singles
- Keep On Lovin' You (2010)
- Just by Being You (Halo and Wings) (2010)
- Last Night Again (2010)